# 当たり屋グループ
当たり屋グループ（あたりやグループ）とは、チェーンメール形式で広まった都市伝説に登場する犯罪集団。自動車に乗車して数十台規模（84台）の集団で全国各地に出没し、ターゲットとなる相手にわざと交通事故を起こさせることで、示談金や見舞金など、法外な損害賠償を要求してくると噂されている。1980年代末から1990年代にかけて、当たり屋グループへの注意喚起を促す出所不明の文書が人伝いに広く流布したものの、これらの怪文書は警察の調査によって根拠のないデマであると判明しており、そのような集団が存在すること自体が都市伝説の一つであるとみなされている。
このデマが発生したのは1986年ごろとされているが、2010年代や2020年代になってもインターネット上でチェーンメールの流布が続いており、TwitterやLINEなどを介して拡散されることがあるという。

## 概要
当たり屋グループの存在を知らせるものとして広く流布した文書は、「示談金や見舞金を目当てにした当たり屋の集団が県内に来ている」と不安を煽り、その後に当たり屋とされる車両のナンバープレートの番号の一覧や犯行の手口、遭遇した場合の対応方法といった、具体的な回避方法が書かれた内容が続く体裁になっている。組織的な犯罪集団がナンバープレートと共に報告され、いつまでも逮捕もされないというのは不自然であるが、当たり屋行為それ自体は実在しており、また内容が漠然としたものではなく具体的なナンバーや対応の方法まで書かれていることが、読み手に注意喚起を促す。こうした内容は読んだ人を不安に陥れ、思わず「事実」として他人に伝えたくなるような噂としての条件を兼ね備えたものとなっている。
こうした文書が流布したのはワープロ専用機とファクシミリ（ファックス）が広く普及したのと同時期で、チラシ、ファックス、回覧板、地域の自治会、学校の掲示板、会社の日報、などといった媒体で広まった。それ以前は活字のチラシを作って流布させることは困難な時代であったため、文章が活字で作られていることが信憑性を高めたと考えられる。情報の広まり方としては、「当たり屋グループ出現チラシ」のファックスやコピーが手元に届き、そのチラシを真に受けた者が更にコピーしたものを他者に送り、受け取った他者がさらにコピーを重ねて他者に送り、やがてコピーの繰り返しで文字が潰れて判読しにくくなったものを受け取った善意の第三者が作り直して他者に送る、といった経路である。チラシを作り直した者が、当たり屋グループの次の移動先を先取りして推測することによって出現地域の情報が書き換えられ、タクシーやトラックなどの運転手を通じて各地へと伝播し、近隣地域に当たり屋グループが来ているという内容のチラシを受け取った住民が、目に見えない集団の気配に怯えてチラシの伝達に協力する。かのようにして実体のない犯罪集団が全国各地を転々と移動していく。例えば1986年8月に八戸市で流通したチラシの場合、チラシを受け取った者が、それを警察や新聞の発表に基づくものであると事実誤認したまま職場や学校などでコピーを拡散し、その家族が自治体の回覧板や、勤務先のガソリンスタンドといった公共の場で更にコピーを拡散する、といった流通経路が確認されている。また1996年春に福島県で流布したチラシ（後述）の場合は、南に接する茨城県から流入した情報が先取りされて福島の当たり屋情報として取り入れられ、やがて北の山形県米沢市へと流出していったと考えられている。
当時にワープロ専用機が普及し、それまでは一般の手には届かなかった活字の文章が誰にでも作成できるようになり、個人が容易にチラシを見栄え良く作り直せるようになったことも、チラシの伝播力に影響したと考えられる。1996年に社会心理学者の佐藤達哉が学生の協力で福島県内で出回っているチラシを収集したところによれば、集まった11枚のチラシはいずれも同一のものがなく、大きさも体裁も書体もさまざまで、強調箇所や補足内容の差異などが見られたという。チラシのコピーを重ねていくうちに文字がつぶれて判別しにくくなったり、作り直された際に誤読され別の文字（数字）に置き換えられるなどの過程を経て様々なパターンの内容ができ、噂に尾ひれがつけ足されるなどの小さな改編を繰り返していると推定されている。佐藤がWebサイト上で呼び掛けるなどして収集したチラシは、2003年までに280種に及んだといい、一枚ごとに個性がみられたという。
噂の発生から何十年もの年月が経過した後も「当たり屋グループ」のチラシは流布を続けている。チラシというメディアの特性の中で誕生し、チラシだけで広まる流言というものは、ワープロ専用機やファックス、コピー機の普及後から、メールやインターネットが普及する前にかけての短い時代の中でしか成立しなかったと考えられるが、その後の時代になっても、古いチラシの内容を電子文章に書き写したものがパソコン通信の会議室に投稿されたり、電子メールで拡散されたり、チラシを撮影した画像がインターネット上に出回ったりするなど、こうした類型の噂はメディアミックス化して広まるようになっている。管理者によって監視されているパソコン通信の会議室のようなメディアでは、毎年のように書き込まれても数時間以内に削除されることが多かったものの、インターネットではTwitter、LINE、Facebookなどのタイムラインを介して共有され、拡散されている。

## 当たり屋グループ出現チラシの内容例
前述の佐藤達哉による調査でも示されたようにチラシによって差異はあるものの、概ね以下のような内容が見られる。
チラシ同士を比較すると、変遷の過程で抜け落ちたり改変されたりする傾向にある情報と、アンダーラインやマーカーを引かれて強調される傾向にある情報があり、このことからチラシを流通させ作り直す者たちが重要だと感じている情報と、単なるディテールづけのための情報を区別することができる。
要注意ナンバーの地名は「品川」「大阪」「山口」など様々だが、全体的に西日本の地名のものが多い。関東地方で偏見や漠然とした嫌悪感を持たれている地域や、著名なヤクザ映画の舞台となっている地名のナンバーが列挙される傾向が見られる。ナンバーが多いとして名指しされた西日本地域では、これを「デマである」とする報道が幾度も繰り返されているが、東日本では否定的に報道されることが少なく、関東地方では広く流通した。

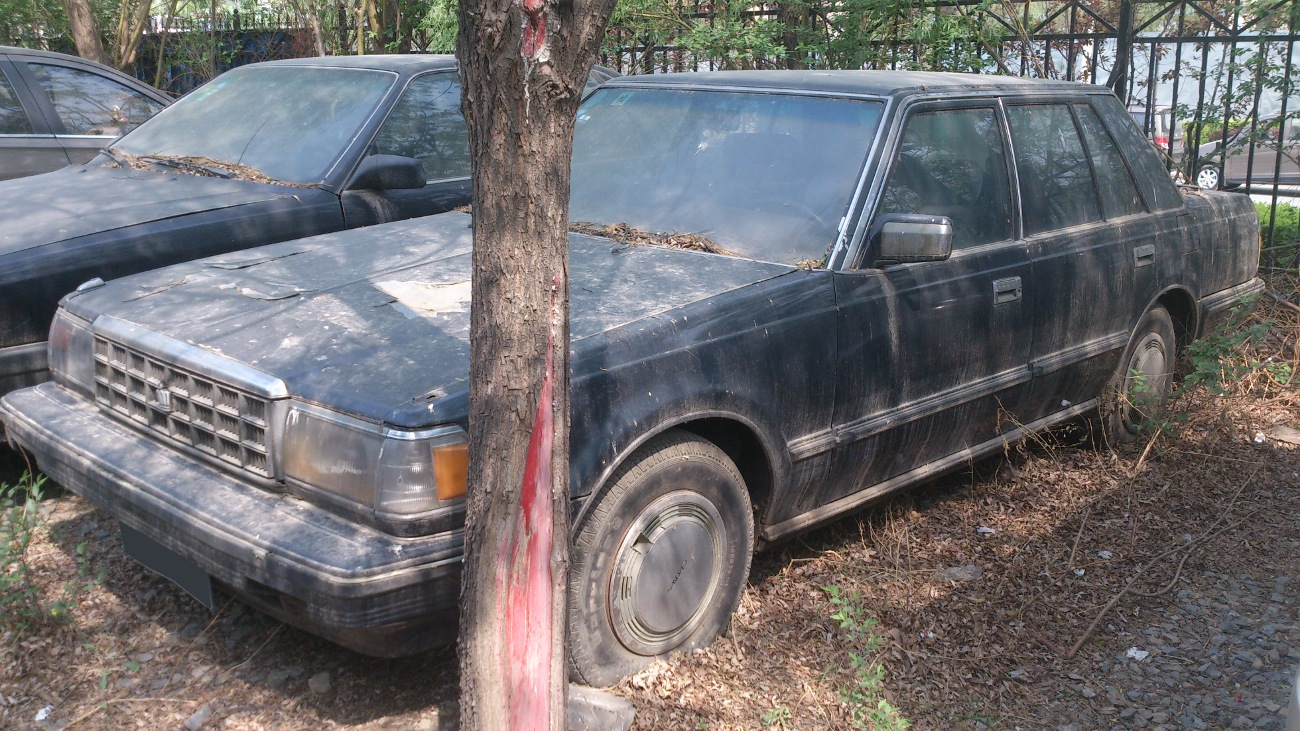
チラシが出現しはじめた1986年当時に販売されていた、トヨタ・クラウンS120型。実際には当たり屋とは無関係であり、当時の車両の多くは廃車になっているとみられる。

ナンバーの番号リストは流通過程での変化が大きい部分であり、過去の新聞報道を分析すると、1986年末に流通したものは4台、1987年から1990年春にかけては20台、1990年初夏から1994年にかけてのものは30台、1996年から1997年にかけては35台前後と、チラシの流通年代によって増加していく傾向が読み取れる。コピーや複製が繰り返されるうちに誤記されたものもある。大半は分類番号（地名の後ろの数字）が「57」など2桁だが、自動車のナンバーの分類番号は1999年（一部地域は1998年）に2桁から3桁になっており、実際には2桁時代のナンバーは廃車などによりほとんど見られなくなっている。明らかにおかしいものも多く、山口県のナンバーが「山」表記であった頃に発行されていたはずの分類番号を持つ「山口」ナンバーや、分類番号が「39」となっている実在しないナンバー、一連指定番号（ナンバーの中央にある4桁以下の数字）が「0」から始まるナンバー（1962年以降、一連指定番号が3桁以下の場合はそれ以上の桁を「0」ではなく「・」で埋めている）、普通乗用車（通常は3ナンバー）の車種が明記されているのに小型乗用車を表す5ナンバーが併記されているものもある。
当たり屋グループの合計台数について「84台」とされているが、これはチラシが広まった当初「34台」と書かれていたものが、打ち間違えにより「84台」に書き換えられたものが伝わっていると考えられる。1990年5月、1990年12月、1996年10月に報道で紹介されたチラシでは、ナンバーのリストに列挙された車の台数も34台であった。
車種として、クラウン、ボンゴ、ブルーバードなどが記されているものもある。車種情報はチラシの流通過程で追加されたり欠落したりしており、チラシごとの違いが大きい。
当たり屋グループの手口として「ターゲットにする車を2台の車でサンドイッチ状態にし、後方からパッシングをして煽り、前方の車はサイドブレーキを使って急停止する（前の車に追突させる）」「道をゆずるフリをし、ターゲットの車が通り過ぎようとすると急発進して当てる」「公務員・女性が狙われやすい」などと紹介しているものや発行者が大企業や役所などになっているものもある。
2020年代には「携帯電話からで市外局番なしの110番」の文言が追加されたものが流布され出した。

## 警察の見解
チラシが流布し始めた1986年頃から、新聞ではこれを「デマ」であるとして報道している。その後チラシにナンバーの情報が追加された際にたびたび再調査も行われているが、リストに掲載された車のナンバーを警察が実際に調査したところによれば、既に廃車になっていたり、存在していなかったり、記載されている車種と実際の（車検証登録の）車種が異なっている、といったものばかりだったという。そのため警察は単なる「噂」「デマ」であると判断し、「これらの車が当たり屋であるという事実はない」「当たり屋グループ情報に惑わされないように」と注意を呼びかけている。
初期の1986年10月に京都府で流通したチラシに列挙されたナンバーのうち3台は、実際に暴力団と関わりのある人物の車両であったとも報じられたものの、このとき調査に当たった京都府警宮津警察署によって、当たり屋行為の事実はなかったと結論づけられている。当時の新聞記事によると、これは1986年8月に兵庫県北部を発端に、「暴力団による当たり屋行為が行われているらしい」という事実無根のうわさ話に尾ひれがつき、ある企業の支店から工場、その従業員、従業員の地元の自治体、金融機関、金融機関の取引先、タクシー業者、市町村へと広まったものであるとして、うわさの伝達経路についても明らかになったとしていた。また、同年11月に山口県で流通したチラシに列挙された19台のナンバーのうち一部は、調査に当たった山口県警によって、チラシを作成した者が、パーソナル無線クラブへの強引な勧誘にまつわる暴力団関係者とのトラブルに対する報復として付け加えたもので、当たり屋行為とは無関係な情報とされた。
1990年にはナンバーが追加されたものが出回るようになったが、いずれも当たり屋とは無関係で、列挙されたナンバーに「山口」ナンバーが多く含まれていることから調査を行った山口県警は、これを愉快犯による仕業であると結論づけている。2008年度にはナンバーを一部改変したものも出回り始めたが、山口県警により当たり屋情報の事実はないと否定されている。
チラシには警察への通報を呼びかける記述があることなどから、チラシは警察署が発行したものであると誤認される場合も多いが、福岡県警によれば、指名手配犯でもない限り、警察がこのようなリストを作成して配布するはずはないとされる。2019年には、大府市が発信したという触れ込みで当たり屋の情報がSNS等で拡散されたが、大府市は市も警察も発信していないと否定している。

## 都市伝説としての「当たり屋グループのチラシ」
前述の佐藤達哉は当たり屋グループのチラシの社会学的な分類づけについて、都市伝説と表現した方が分かりやすい一面はあるものの、実際には情報の伝達に関わった者たちにとっては真実として受け止められていることや、オチなどの物語的な構造を持たないなどの特徴から、チラシ自体は都市伝説よりも流言として分類される性質ものであると位置づけた。なお厳密な意味でのデマ（デマゴギー）が、真実ではないことを知りつつ情報操作を意図して流されるものを指すのに対し、流言とは真偽が定かではないまま人伝いに流れていくものを指す。
一方、当たり屋グループのチラシが何者によって作られ、何の目的で拡散されているかについては明らかではないことから、チラシの内容が真実でないことを前提としたうえで、その起源についてもっともらしく説明しようとする都市伝説（対抗神話）もある。例えば、
- チラシは元々、ある警察署が捜査のための情報を提供してもらうため、地元の運送会社に送った内容が元になっているらしい[9]。
- チラシがいつまでも流布し、しばしば交通事故が前年度より増加した月に活発に流布するのは、密かに警察関係者が安全運転を啓蒙する目的で意図的なデマとして流布させているからである[47]。
- 実は、チラシはある省庁の下請けを請け負う研究機関が、災害時や戦時下の情報統制に活用するための社会実験として流布させているものであり、噂の広まり方や、どのようにして噂の内容が変化していくのかを調査しているのである[48]。

といった、過去の報道や警察の発表とは異なった起源を説明する、都市伝説の文脈で語られる噂である。

## 類似する流言やデマ

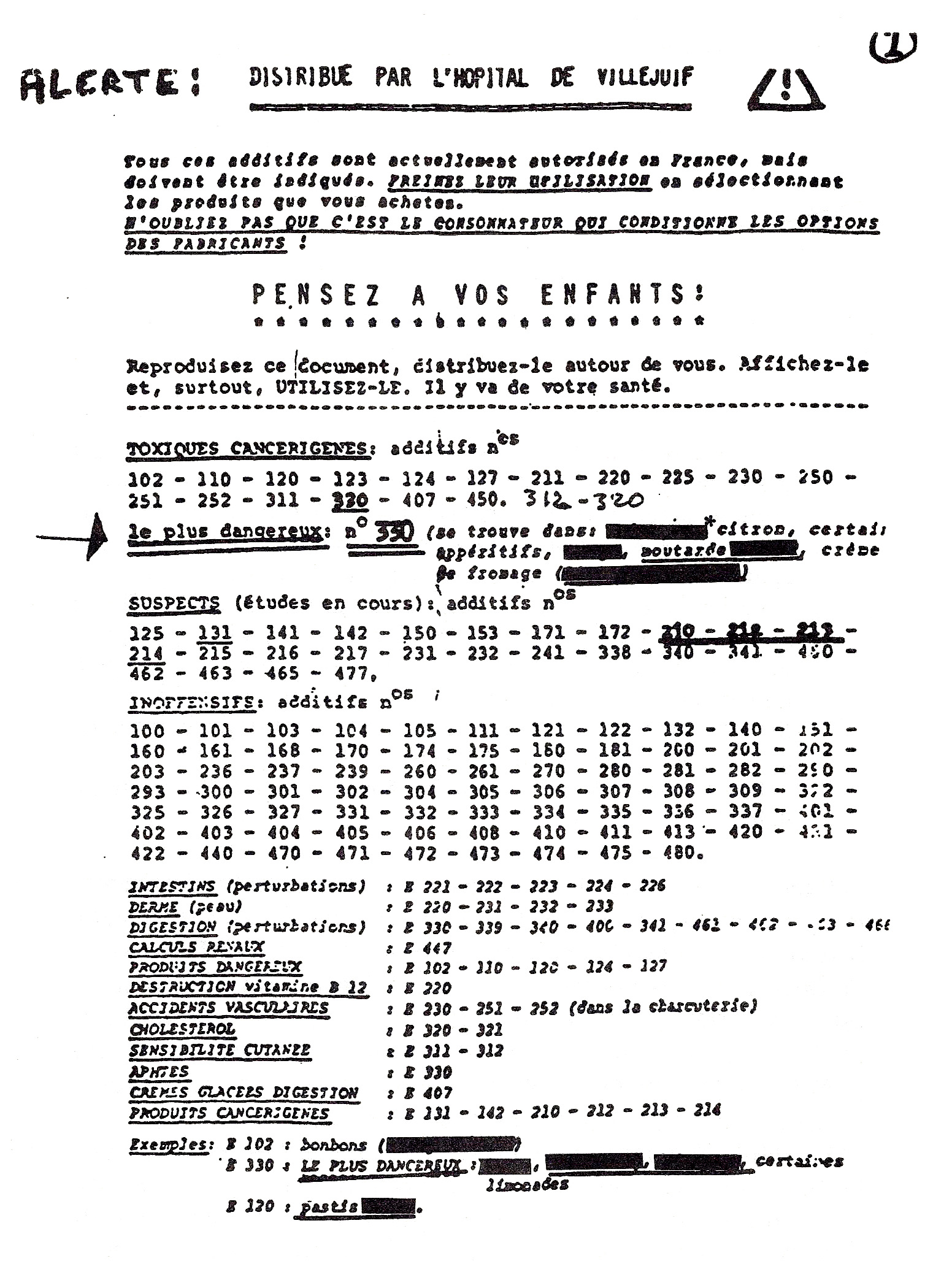
ヴィルジュイフのチラシ。クエン酸などの食品添加物に発癌性があるとして告発する内容だが、実はデマである

当たり屋グループのチラシと類似したチェーンメール形式のデマとしては、1970年代から1980年代にかけてフランスを中心としてイギリス、ドイツ、イタリアなどで広まった「ヴィルジュイフのチラシ（英語: Villejuif leaflet）」がある。このチラシは発癌性があるとされる食品添加物を列挙し告発する体裁で、「Pensez à vos enfants（フランス語：あなたの子供のことを考えましょう）！」として拡散を呼びかけるものとなっているが、実際には危険とされている物質が安全とされたり、安全が確認されている物質が危険とされたりするなど、その内容はまったくの虚偽である。チラシの情報を権威付けるために出典として名指しされている、フランスのヴィルジュイフにある病院は、この内容を事実無根であるとして繰り返し否定している。チラシのコピーを介して広まる点や、人々の不安を喚起しつつ、注意すべき対象が具体的なリストとして掲載されているという体裁などは、当たり屋グループのチラシとよく似ている。これらのチラシは、無機質な数字の羅列に説得力を感じるという人間の心理を突いていると考えられる。
他には、Twitterなどを介して拡散されたデマとして、2018年の平成30年7月豪雨（西日本豪雨）における、レスキュー服姿で被災地に潜入した窃盗団とされる車両のリストがある。具体的な車種やナンバーといった一連の情報の内容は、当たり屋グループのチラシの体裁とよく似ているという指摘もある。これは広島県警や倉敷市広報によって、そのような事件はなかったとして否定されている。

## 是非について
この噂は「もし本当だとしたら大変なので、人に伝えなければならない」という善意によって広まる。現実的な危機感を煽る内容に、知っていれば誰にでも実行可能な対処法が示されているとき、人はその噂を有益な情報であると思い込み、善意で多くの人に知らせようとする心理が働く。このチラシの場合、「法外な賠償金を要求される」などと不安を煽りつつ、具体的なナンバーや「このチラシを持ち歩いていれば対処できる」といった現実的な対処法が書かれていることが、噂を広める効果を上げている。チラシを手にした者は「大切な家族や知人たちの元へ恐ろしい犯罪が迫る前に、自分の手で阻止しなければならない」という使命感に駆られ、真偽の定かではない噂の拡散に手を貸してしまうのである。
また、いったん噂やデマを信じ込んでしまった人には、それが否定されることに対して嫌悪感を抱き、信憑性を擁護しようとする心理が働くため、「ナンバープレートが知られているのに逮捕されない」といった不自然な点についても「ナンバーは偽装されたものだから警察も動けないのであり、特定の地名に偏っているのも、暴力団との繋がりを連想する地名の方が脅しが利くからだろう」といったもっともらしい理由を想像力で補完して、尾ひれをつけ足そうとする。さらにこの噂は、他人に伝えた後で嘘だと明らかになったとしてもさしたる罪悪感を感じず、「真実でなくてよかったね」と胸をなで下ろして済んでしまうような内容であることが、善意による拡散を後押ししている。
チラシに込められた「車間距離を取って安全運転しよう」というメッセージを読み取って共感を示すなど、内容自体は虚偽でも交通安全を促す効果があり、嘘も方便である、という旨の擁護意見が寄せられることがある。しかし列挙されたナンバープレートなどの内容などは古びたデマでしかないため、ドライバーや自治体などに混乱をもたらすことへの懸念もある。内容を真に受けてチラシを持ち歩いていた者が本物の当たり屋に遭遇した場合に、チラシに書かれたナンバーが相手と一致しないことで、かえって「これは当たり屋ではない」という先入観を与えるかも知れない。また、チラシでは特定の地域の人々が、事実に基づかない情報に基づいて「悪者集団」として名指しされ、排除対象として扱われているため、単なる交通安全を促す注意喚起として肯定できないという面もある。具体的には、チラシに書かれた特定の地域・ナンバーを見て、「○○（地名）は運転マナーが最悪」「△△（地名）はガラが悪い」などと偏見を持たれるようになるとも考えられる。初期に流通した1986年の11月のチラシに列挙されたナンバーは前述のように私怨で付け加えられた情報であると考えられており、リストには何者かが他者を陥れるために、悪意で追加したナンバーが含まれている場合もある。
なお、仮にチラシに書かれているような手口の当たり屋グループが過去には実在していたとしても、その後のドライブレコーダーの普及などの要因により、チラシに書かれているような手口は通用しなくなっているとする指摘もある。例えば2004年にはインターネット上で仲間を募って自転車による当たり屋行為を繰り返していた実在のグループが検挙されたが、100件繰り返しても成功したのは1割程度で、あまりに効率が悪かったという。